# Moon Pil-hee
Moon Pil-Hee (2 de dezembro de 1982) é uma handebolista sul-coreana. medalhista olímpica.
Moon Pil-Hee fez parte da geração medalha de prata em Atenas 2004 e bronze em Pequim 2008. 